# Dädesjö landskommun
Dädesjö landskommun var en tidigare kommun i Kronobergs län.

## Administrativ historik
Den 1 januari 1863 började kommunalförordningarna gälla och då inrättades cirka 2 500 kommuner (städer, köpingar och landskommuner), tillsammans täckande hela landets yta.
I Dädesjö socken i Uppvidinge härad i Småland inrättades då denna kommun. Kommunreformen 1952 innebar att denna landskommun uppgick i Braås landskommun, som 1971 uppgick i Växjö kommun.

## Politik

### Mandatfördelning i Dädesjö landskommuner 1938-1946
| 1 | 7 | 2 | 5 | 5 |

| 19 |

| 9 | 6 | 5 |

| 19 |

| 2 | 7 | 5 | 6 |

| 20 |